# Ayutthaya Province Stadium
Das Ayutthaya Province Stadium (Thai สนามกีฬาจังหวัดพระนครศรีอยุธยา) ist ein Mehrzweckstadion in Ayutthaya in der gleichnamigen Provinz Ayutthaya, Thailand. Es wird derzeit für Fußballspiele genutzt und ist das Heimstadion vom thailändischen Zweitligisten Ayutthaya United FC. Das Stadion hat eine Kapazität von 6000 Personen. Eigentümer und Betreiber des Stadions ist die Phra Nakhon Si Ayutthaya Provincial Administration Organization.

## Nutzer des Stadions
| Verein              | Zeitraum der Nutzung |
| ------------------- | -------------------- |
| Ayutthaya FC        | 2009 bis 2015        |
| Ayutthaya United FC | 2017 bis heute       |
| PEA FC              | 2008 bis 2009        |